# Halotrichit
Halotrichit – minerał z gromady siarczanów, będący uwodnionym siarczanem żelaza i glinu.
Nazwa wywodzi się z języka greckiego od słów hals, oznaczającego sól i trikos, czyli włosy, jak i również od łacińskiego słowa halotrichium = włosy solne.

## Właściwości
Krystalizuje w układzie jednoskośnym. Posiada kryształy słupkowe, igiełkowe i włoskowe. Występuje w skupieniach wiązkowych, skorupowych, nerkowatych, groniastych, kulistych, naciekowych, wygiętych, pylastych, ziemistych, włóknistych, proszkowych, azbestowych, promienistych, pilśniowych oraz splątanych. Spotykany również w formie inkrustacji, nalotów i wykwitów. Tworzy puszyste naskorupienia i powłoki. Najczęściej biały o szklistym połysku. Jest minerałem kruchym, przezroczystym lub prześwitującym. Często tworzy szczotki krystaliczne w szczelinach skalnych. Jest dobrze rozpuszczalny w wodzie. Dwuwartościowe żelazo może we wzorze może zostać zastąpione magnezem, manganem, cynkiem lub kobaltem, z kolei glin - trójwartościowym żelazem, czasem chromem. Powoduje to tworzenie kryształów mieszanych z innymi siarczanami grupy halotrichitu, głównie z magnezowo-glinowym pickeringitem.

## Występowanie
Powstaje w strefie wietrzenia złóż siarczków oraz węgli bogatych w markasyt oraz piryt. Występuje także wokół wulkanicznych fumaroli, gorących źródeł, skałach ilastych bogatych w glin oraz w starych wyrobiskach kopalnianych (złoża kruszczowe). Współwystępuje z melanterytem, gipsem, siarką, copiapitem, alunogenem, epsomitem, pirytem, kwarcem, geothytem oraz pickeringitem.

## Miejsce występowania
Jest minerałem rzadkim. Znany z USA (Nowy Meksyk, Kalifornia), Australii, Austrii, Czech, Hiszpanii, Chile, Iranu, Niemiec i Słowacji. Spotykany w rejonie Wezuwiusza we Włoszech i wulkanów na Kamczatce w Rosji. W Polsce spotykany w Olkuszu, Górnośląskim Zagłębiu Węglowym, Górach Świętokrzyskich, Rudawach Janowickich i Dobrzyniu nad Wisłą.